# Комплекс з виробництва добрив у Сан-Джеронімо (Севілья)
Комплекс з виробництва добрив у Сан-Джеронімо (Севілья) – колишній виробничий майданчик, що знаходився у північній частині іспанського міста Севілья.
Починаючи з 1910-х років в центральній частині сучасної Севільї діяв завод суперфосфату компанії SA Cros. Станом на середину 1950-х він вже не рахувався серед діючих підприємств, натомість SA Cros володіла майданчиком на північній околиці міста в районі Сан-Джеронімо, що міг випускати 90 тисяч тонн суперфосфату на рік.
В 1962-му почали введення в дію нових потужностей, особливістю яких став розширений асортимент продукції – окрім суперфосфату (результат обробки фосфоритів сульфатною кислотою) майданчик Cros в Сан-Джеронімо міг продукувати потрійний суперфосфат (потребує обробки фосфоритів фосфорною кислотою), діамонійфосфат (азотно-фосфорне добриво, що є результатом реакції фосфорної кислоти та аміаку) та комплексні азотно-фосфорно-калійні добрива. Відносно потужності майданчику відомо, що в 1975-му замовили модернізацію двох ліній, кожна з яких могла щорічно випускати 150 тисяч тонн добрив.
Майданчик мав свій завод з виробництва сульфатної кислоти, яку в Іспанії продукували шляхом спалювання піритів походженням з видобувного регіону в провінції Уельва. В якийсь момент цех сульфатної кислоти закрили, оскільки було дешевше закуповувати цей продукт на ринку. Її доставляли залізницею, так само як і фосфорну кислоту з Уельви, де працював потужний комплекс з переробки фосфоритів.
Комплексні добрива випускали у гранульованій формі, при цьому в підсумку запустили три лінії продуктивністю 250, 500 та 1000 тонн на добу. В 1980-х найменша з них була закрита. 
На початку 1980-х узялись за виробництво рідких добрив. Першу таку лінію продуктивністю 50 тисяч тонн на рік замовили в 1981-му, а в другій половині десятиліття уклали контракт щодо лінії потужністю 300 тисяч тонн. Асортимент майданчику включав рідкі кальцієву селітру, магнієву селітру та аміачну воду. Крім того, на основі закритого виробництва триполіфосфату почали продукувати шляхом очистки «зелену» фосфорну кислоту (містить мало шкідливих домішок та придатна для виробництва харчового фосфату кальцію).
Наприкінці 1980-х унаслідок злиття Cros стала частиною концерну Ercros. Останній невдовзі потрапив у скрутне фінансове становище і, хоч і зміг у підсумку відновити діяльність, проте його активи з виробництва добрив у 1995-му перейшли під контроль групи Villar Mir, яка для управління ними створила компанію Fertiberia (в 1960-х – 1970-х роках вже діяла структура з такою назвою, заводи якої через серію поглинань також опинились серед активів Ercros). На початку 2000-х в межах оптимізації виробництва Fertiberia закрила ряд заводів, і серед них майданчик у Сан-Джеронімо (згаданий на початку статі завод суперфосфату зупинили ще на початку 1980-х). 
В 2023 році міська рада Севільї затвердила передачу під житлову забудову земельної ділянки колишньої  фабрики Cros в Сан-Джеронімо, яка не використовувалась вже майже двадцять років.